# Forte do Rio Cunhaú
O Forte do Rio Cunhaú localizava-se na na barra do rio Cunhaú, no litoral do estado brasileiro do Rio Grande do Norte.

## História
Este forte remonta a uma fortificação erguida por marinheiros franceses de Dunquerque, cuja embarcação ali encalhou, enquanto construíam outra para o retorno à Europa, certamente ainda no século XVI.
No contexto da segunda das invasões holandesas do Brasil, o local foi novamente ocupado, agora por forças portuguesas, para apoiar o engenho de Cunhaú, que dava proteção à capitania da Paraíba, pelo norte. A nova fortificação contava com muros da altura de dois homens, estava artilhada com dez peças de ferro e dois arcabuzes de forquilha, e era guarnecida por um destacamento de vinte e sete homens sob o comando do Capitão Álvaro Fragoso de Albuquerque, quando foi assaltada por tropas neerlandesas no início de Abril de 1634. Tendo resistido com sucesso, as suas defesas foram reparadas e a sua guarnição reforçada, quando foi novamente assaltada no final do mesmo mês, e uma vez mais repelidos os atacantes. O forte caiu finalmente, diante de uma operação naval e terrestre combinada, sob o comando do coronel polonês Crestofle d'Artischau Arciszewski, na noite de 22 para 23 de Outubro de 1634, tendo sido arrasado em seguida.
Os neerlandeses, porém, não conseguiram se manter no local, o que apenas lograram no mês seguinte, quando o capitão Joris Garstman capturou o engenho de Cunhaú.
O mercenário inglês Cuthbert Pudsey, em suas memórias, chama este forte de "Maranhão", em provável alusão ao dono do engenho e também governador da capitania, Antônio de Albuquerque Maranhão.